# Alexander Graeff

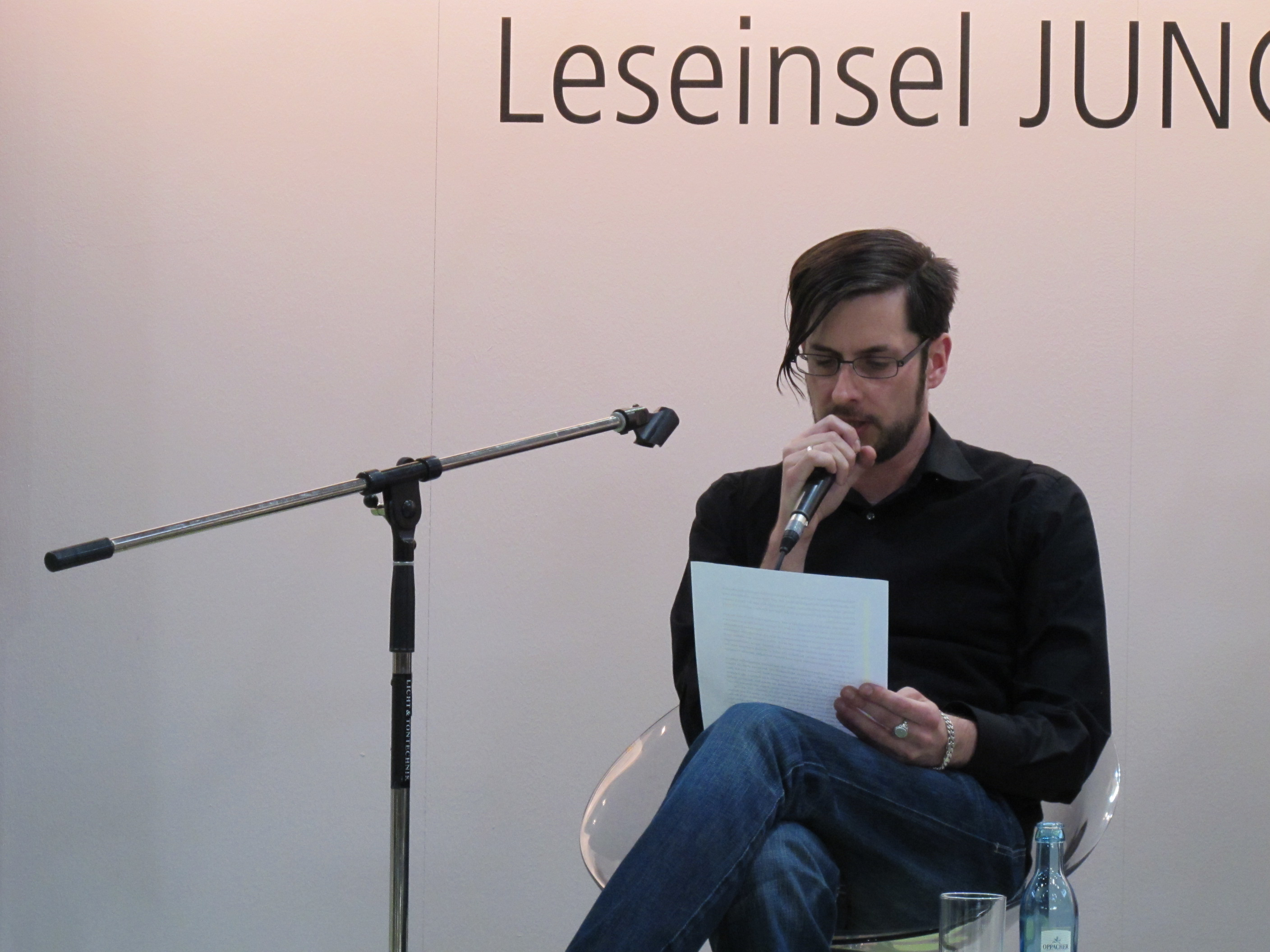
Alexander Graeff liest auf der Leipziger Buchmesse 2014 aus Kebehsenuf

Alexander Graeff (* 24. September 1976 in Bad Kreuznach) ist ein deutscher Schriftsteller und Philosoph. Er lebt und arbeitet auch als Dozent, Kurator und Literaturvermittler in Berlin. 

## Vita
Alexander Graeff studierte Wirtschafts-, Ingenieur-, Erziehungswissenschaften und Philosophie in Karlsruhe und Berlin. Zwischen 2008 und 2012 Promotion zum Dr. phil. bei Heinz-Elmar Tenorth und Michael Parmentier über Wassily Kandinsky als Pädagoge. Graeff unterrichtete Kreatives Schreiben und übte Gastdozenturen für Ästhetik, Ethik und Pädagogik an unterschiedlichen Hochschulen aus, u. a. an der Humboldt-Universität zu Berlin, der Universität der Künste Berlin, der Fachhochschule Potsdam, der Europa-Universität Viadrina und der Chinesischen Hochschule der Künste in Hangzhou.
Seit 2013 ist Graeff als Literaturvermittler und -kurator tätig. Zwischen 2013 und 2019 betreute er als Initiator und Gastgeber die Lesereihe Literatur in Weißensee; seit 2016 ist er Programmverantwortlicher für Literatur in der Brotfabrik Berlin.
Graeff schreibt gleichermaßen philosophische und belletristische Texte. Hinzu kommt Poetologisches. Laut eigener Aussage politisierte sich sein literarisches Schreiben ab 2013 zunehmend. Alexander Graeff ist als bisexuell geoutet. Seit 2018 ist Graeff in Berlin kulturpolitisch tätig und engagiert sich in der Queer Media Society für mehr Sichtbarkeit queerer Inhalte und Personen im Literaturbetrieb. Alexander Graeff ist Mitgründer des PEN Berlin.

## Werke

### Eigenständige Veröffentlichungen (Auswahl)
- Deine Revolution für Ungenauigkeit hat Zukunftswert. Gedichte. Verlagshaus Berlin, Berlin 2025, ISBN 978-3-910320-25-3.
- Das Spektrum erweitern. Warum wir über Bisexualität reden müssen. Essay.[8] Querverlag, Berlin 2025, ISBN 978-3-89656-354-5.
- Diese bessere Hälfte. Erzählung. Herzstückverlag, Berlin 2023, ISBN 978-3-9824491-8-0.
- Queer. Essay. Verlagshaus Berlin, Berlin 2022, ISBN 978-3-910320-03-1.[9][10]
- Minkowskis Zitronen. Erzählsammlung. 2. überarbeitete Auflage. Verlagshaus Berlin, Berlin 2020, ISBN 978-3-940249-45-6.
- Die Reduktion der Pfirsichsaucen im köstlichen Ereignishorizont. Gedichte. Verlagshaus Berlin, Berlin 2019, ISBN 978-3-945832-30-1.[11]
- Seelöwen über Kos. Erzählungen. SuKuLTuR Verlag, Berlin 2018, ISBN 978-3-95566-074-1.
- Wassily Kandinsky. Maler, Grafiker und Pädagoge in Weimar. Weimarer Verlagsgesellschaft, Weimar 2017, ISBN 978-3-7374-0227-9. (Mit drei bebilderten Stadtrundgängen)
- Runen. Prosaminiaturensammlung. [SIC]–Literaturverlag, Aachen, Berlin 2015, ISBN 978-3-9813587-3-5.
- Kebehsenuf. Erzählsammlung. Verlagshaus Berlin, Berlin 2014, ISBN 978-3-940249-89-0.
- Kandinsky als Pädagoge. Shaker, Aachen 2013, ISBN 978-3-8440-1999-5 (Zugleich Dissertation an der Humboldt-Universität zu Berlin 2013).
- Gedanken aus Schwerkraftland. Erzählsammlung. 2. erweiterte Auflage. Verlagshaus Berlin, Berlin 2009, ISBN 978-3-940249-09-8.

### Veröffentlichungen in wissenschaftlichen Zeitschriften und Anthologien (Auswahl)
- Okkulte Kunst. Geschichte – Systematik – Aktualität. In: ders (Hg.): Okkulte Kunst. Bielefeld: transcript, 2019.
- Design, wo geht's zur Ethik? Oder: Ein allgemeines Problem spezifisch lösen. In: BDK-Mitteilungen – Zeitschrift des Fachverbandes für Kunstpädagogik. 4 (2018).
- Staunen, Entdecken, Jubeln angesichts limitierter Freiheit? Einige (kritische) Anmerkungen zum Reformationsjubiläum. In: Künstlerbund Mecklenburg und Vorpommern (Hrsg.): formare. Katalog zur 27. Kunstschau des Künstlerbundes Mecklenburg und Vorpommern. 2017.
- Das Wort in Raum und Zeit. In: Kandinsky, Wassily: Vergessenes Oval. Gedichte aus dem Nachlass. Berlin: Verlagshaus Berlin, 2016.
- Einfühlung – Über ästhetische Methoden in der Bildung. In: BDK-Mitteilungen – Zeitschrift des Fachverbandes für Kunstpädagogik. 4 (2016).
- Probleme interkultureller Kunstpädagogik. Eine philosophisch-vergleichende Skizze des chinesischen und europäischen Denkens am Beispiel Kreativität. In: BDK-Mitteilungen – Zeitschrift des Fachverbandes für Kunstpädagogik. 1 (2015).
- Abstraktion als Kategorie pädagogischer Transformation. Wassily Kandinsky als pädagogischer Avantgardist. In: Jahrbuch für Historische Bildungsforschung. 19 (2013).
- Der Kindeskraft den Garaus machen – Wassily Kandinskys Akademiekritik im Spiegel seiner Zeit. In: Ideen und Realitäten von Universitäten. Peter Lang, Berlin, 2013.

### Veröffentlichungen in literarischen Zeitschriften und Anthologien (Auswahl)
- Giulia & Aliki live Set @ Playa d'en Bossa. In: Hohmann, Victoria (Hg.): X – Klimatexte. Berlin: VHV-Verlag, 2023. S. 31–38.
- Windhund. In: Erb, Andreas / Hamann, Christof (Hg.): die horen. Zeitschrift für Literatur, Kunst und Kritik Nr. 285: furchtlos schreiben. Das Politische in der Literatur 2. Göttingen: Wallstein, 2022. S. 195–199.
- Jenes Begehren auf Veränderung der Realitäten I, II, III. In: Junk, Kevin (Hg.): Parabolis Virtualis. Neue, queere Lyrik. Berlin: Querverlag, 2021.
- Schwartzer Bildbereich/remastered. In: Glanz, Berit / Hansen, Dirk Uwe (Hg.): Und bey den liechten Sternen stehen. Gedichte zu Sibylla Schwarz‘ 400. Geburtstag. Leipzig: Reinecke & Voß, 2021.
- Perpetuum Mobile. In: Scrima, Andrea / Winner, David (Hg.): Writing the Virus. Outpost 19, San Francisco 2020. Englische Übersetzung von Mark Kanak.
- Mich / Dich / Deine. In: Hölscher, Stefan (Hg.): So gerade / nicht. Queere Lyrik 2020. Geest Verlag, Vechta 2020.
- AWM. In: Perspektive – Hefte für zeitgenössische Literatur. Graz 2019.
- Der Schuh. In: Glitter – die Gala der Literaturzeitschriften. Berlin/Zürich 2018.
- Im Netzgarten / Immer wenn-Gedicht. In: Literaturzeitschrift außer.dem. München 2017.
- Soundtrack meiner vertrackten Gegenwärtigkeit / Simulation der Freiheit / Schreibprozessforschung. In: [SIC] Zeitschrift für Literatur. Aachen 2017.
- Ekelentenreim. In: Tobias Roth (Hrsg.): Lob der mechanischen Ente. SuKuLTuR, Berlin 2017.
- Poeto-narratives Hinterbühnenjournal. In: Sachen mit Woertern – Zeitschrift für Literatur und Ähnliches. Berlin 2015.
- Canidäismus. In: Belletristik. Verlagshaus Berlin, Berlin 2014.

### Herausgeberschaften (Auswahl)
- Alexander Graeff (Hrsg.): Okkulte Kunst. transcript Verlag, Bielefeld 2019.
- Günter Steinmeyer: Wo Hakenkäuzchen plärren. Poetische Polemiken. Edition Paradogs, Berlin 2018.
- Wassily Kandinsky: Briefe – Texte – Schriften aus der Zeit am Bauhaus. Weimarer Verlagsgesellschaft, Weimar 2016.
- Wassily Kandinsky: Vergessenes Oval. Gedichte aus dem Nachlass. Verlagshaus Berlin, Berlin 2016. Zusammen mit Alexander Filyuta.
- Johannes Hertel: Du bist dieser Satz. Lyrische Dramatik. Edition Paradogs, Berlin 2016.
- Claas Hoffmann: Nacktmull im Solebad. Antiprosa. Edition Paradogs, Berlin 2015.